# La Tormenta (telenovela de 2005)
La tormenta es una telenovela colombiana producida por RTI Televisión para Telemundo, entre 2005 y 2006. Es una historia original del escritor y guionista Humberto «Kiko» Olivieri. Se estrenó por la cadena Telemundo el 19 de septiembre de 2005 en sustitución de Amarte así y finalizó el 24 de julio de 2006 siendo reemplazado por La viuda de Blanco.
Está protagonizada por Natalia Streignard y Christian Meier, junto con Natasha Klauss, Kristina Lilley, Marcelo Buquet y Didier van der Hove en los roles antagónicos. Acompañados por Aura Cristina Geithner, Eileen Abad, Manuel Balbi, Carmen Villalobos y Juan Pablo Shuk.

## Trama
María Teresa Montilla (Natalia Streignard) es una mujer acostumbrada a vivir en la ciudad, pero ella tiene que mudarse a vivir a la hacienda «La Tormenta», propiedad de su familia en los llanos orientales, para tratar de salvar a su familia de la ruina financiera. La familia se enfrenta a los problemas económicos y ella piensa que «La Tormenta» los salvará de la quiebra.
En este lugar encontrará el amor por parte de Santos Torrealba (Christian Meier), el capataz de la hacienda con quien tiene diferencias, pero al pasar el tiempo la atracción entre los dos es inevitable, estando atrapados entre el orgullo y el amor que sienten uno por el otro. No solo el orgullo de ambos será impedimento para estar juntos también esta Enrique Montalvo (Didier van der Hove), el prometido de María Teresa, quien está aliado con Edelmira Carranza vda. de Guerrero (Kristina Lilley) y el hijo de esta (Marcelo Buquet) para quedarse con la Tormenta y ampliar sus terrenos.
María Teresa debe sacar adelante la hacienda para que no se venda; pues es el único patrimonio que tiene su familia; sin embargo Enrique, Edelmira y Simón harán todo lo posible para hundir a la hacienda y quedarse con ella, es aquí donde María Teresa y Santos deberán unir fuerzas dejando a un lado su orgullo y salvar las tierras que tanto aman y necesitan.
Pero un obstáculo mayor aparecerá cuando llegue Isabella Montilla (Natasha Klauss), la malvada prima de María Teresa; quien llega a complicar aún más la situación poniendo a prueba el amor de María Teresa y Santos levantando intrigas con tal de quedarse con las tierras de «La Tormenta».

## Reparto

### Principal
- Natalia Streignard como María Teresa Montilla Marrero / Ángela Montilla Marrero
- Christian Meier como Santos Torrealba / Santiago Guanipa / Hilario Guanipa
- Natasha Klauss como Isabella Montilla Manterola[6]
- Marcelo Buquet como Simón Guerrero Carranza
- Aura Cristina Geithner como Bernarda Ayala
- Eileen Abad como Valentina Ayala / Valentina Guerrero Ayala / Natasha
- Juan Pablo Shuk como Padre Damián / Cosme
- Rosemary Bohórquez como Dalilah de Gema
- Agmeth Escaf como Alirio Paiba
- Bibiana Navas como Sol «Solita» Cruz
- Carmen Villalobos como Trinidad Ayala
- Manuel Balbi como Jesús «Niño» Camacho Segura
- Sandra Pérez como Michelle Cardona
- Patricia Castañeda como Magdalena Camacho Segura
- Vilma Vera como Chepa
- Didier van der Hove como Enrique Montalvo
- Laila Vieira como Amapola
- Diana Neira como Virginia Gema
- Martha Isabel Bolaños como Camelia Dunant
- Margarita Durán como Genoveva López
- Ricardo González como Demetrio
- Carmen Marina Torres como Natividad «Nany» Esparragoza

| - Danilo Santos como Argimiro Guanipa - Margalida Castro como María Teresa Marrero «La Sibila» - Luis Gerónimo Abreu como Miguel Antonio «Miguelón» Camacho Segura - Gloria Montoya como Gisella Paiba - Víctor Kruper como el Dr. Juan Andrés - Mauro Mercado como Alesio - Jorge Bautista como Remigio - Nestor Alfonso Rojas como Abelcaín - Claudia Torres como Rufina Martines - Hugo Gómez como Campoelías Camacho - Manuel Busquets como Ricardo Padilla - Moisés Cadavid como Manuel Borgonet - María Margarita Giraldo como María Lucía Marrero de Montilla - Guillermo Villa como Rodolfo Santino - Humberto Arango como José Francisco Tajuil - Alejandro Sabogal como Toribio - Raúl Gutiérrez como el Manco - Inés Prieto como Beatriz Urquiza - Natalia Giraldo como Azalea Espinoza - Pedro Roda como Comandante Pedraza - Alex Rodríguez como Dr. Felípe Rangel - Naren Daryanani como Jorge Pintado - Gabriela Vergara como Ariana Santino - Esmeralda Pinzón como Tibisai - Nestor Cobos como Ciro - Víctor Rodríguez como Pensacola - Claudia Dorado como Alcira Campo - Luz Mary Arias como Felicia Campo - Víctor Cifuentes como Padre Isidoro - Roberto Marín como Dr. Vasconcelos - Herbert King como Flavio - Alexander Palacio como Gino - Hernán Méndez como Yoloku | - Kristina Lilley como Edelmira Carranza de Guerrero - María Cristina Gálvez como Remedios Segura de Camacho - Iván Rodríguez como Cipriano Camacho - Constanza Gutiérrez como Tatacoa - Rey Vásquez como Padre Benito - Alejandro Buenaventura como Ernesto Montilla |

## Producción
La producción de la telenovela inició las grabaciones a mediados de mayo de 2005, en exteriores de los municipios colombianos de Ibagué y Girardot, ambos cerca de la ciudad de Bogotá. También varias escenas fueron grabadas en los Llanos Orientales de Colombia. En un principio la telenovela había sido concebida para durar 176 capítulos, pero debido al éxito en índices de audiencia la producción decidió extender la historia agregando 40 capítulos más, teniendo así un total 216.
Debido a la extensión de la telenovela, la protagonista principal (Natalia Streignard), no pudo estar presente en los 40 capítulos por grabar ya que tenía programada una cirugía de pulmón y la producción decidió suspender las grabaciones por un lapso de 30 días. Cuando se retomó la filmación, Streignard no pudo regresar por su reposo, aunque de todas formas el final ya había sido grabado. Por lo tanto, Olivieri ideó el accidente del personaje de María Teresa donde se quema el rostro y aparece cubierta gran parte de la trama con una doble con la cara vendada. Por este motivo, la entrada de la actriz Gabriela Vergara en su papel de Ariana Santino, de alguna forma, en reemplazo de la protagonista.

## Premios y nominaciones
| Lista de premios y nominaciones | Lista de premios y nominaciones | Lista de premios y nominaciones       | Lista de premios y nominaciones  | Lista de premios y nominaciones | Lista de premios y nominaciones | Lista de premios y nominaciones |
| Año                             | Ceremonia de premiación         | Categoría                             | Nominado/a (s)                   | Resultado                       | Ref(s)                          |                                 |
| ------------------------------- | ------------------------------- | ------------------------------------- | -------------------------------- | ------------------------------- | ------------------------------- | ------------------------------- |
| 2006                            | Premios TVyNovelas              | Mejor actriz antagónica de telenovela | Natasha Klauss                   | Ganadora                        | [ 11 ]                          |                                 |
| 2006                            | Premios TVyNovelas              | Mejor director de telenovela o serie  | Agustín Restrepo y Mauricio Cruz | Nominados                       |                                 |                                 |
| 2006                            | GLAAD Media Awards              | Mejor novela                          | La Tormenta                      | Ganadora                        | [ 12 ] [ 13 ]                   |                                 |